# گریگور آرئیشیان
گریگور هاکوبی آرئیشیان (ارمنی: Գրիգոր Հակոբի Արեշյան؛  زادهٔ ۱ ژانویهٔ ۱۸۸۱ - درگذشته ۲۳ آوریل ۱۹۵۷) یک جراح زنان و زایمان و پزشک و استاد اهل ارمنستان بود.

## زندگی‌نامه
در ۱ ژانویهٔ ۱۸۸۱ در تتری تسقارو به دنیا آمد و از دانشگاه ملی تاراس شفچنکو کی‌یف (۱۹۰۹) فارغ‌التحصیل شد. وی در دانشگاه دولتی ایروان فعالیت می‌کرد. وی همچنین برنده دانشمند شایسته ارمنستان شوروی نشان لنین شده است. وی در ۲۳ آوریل ۱۹۵۷ در سن ۷۶ سالگی در ایروان درگذشت.